# Murgantia histrionica

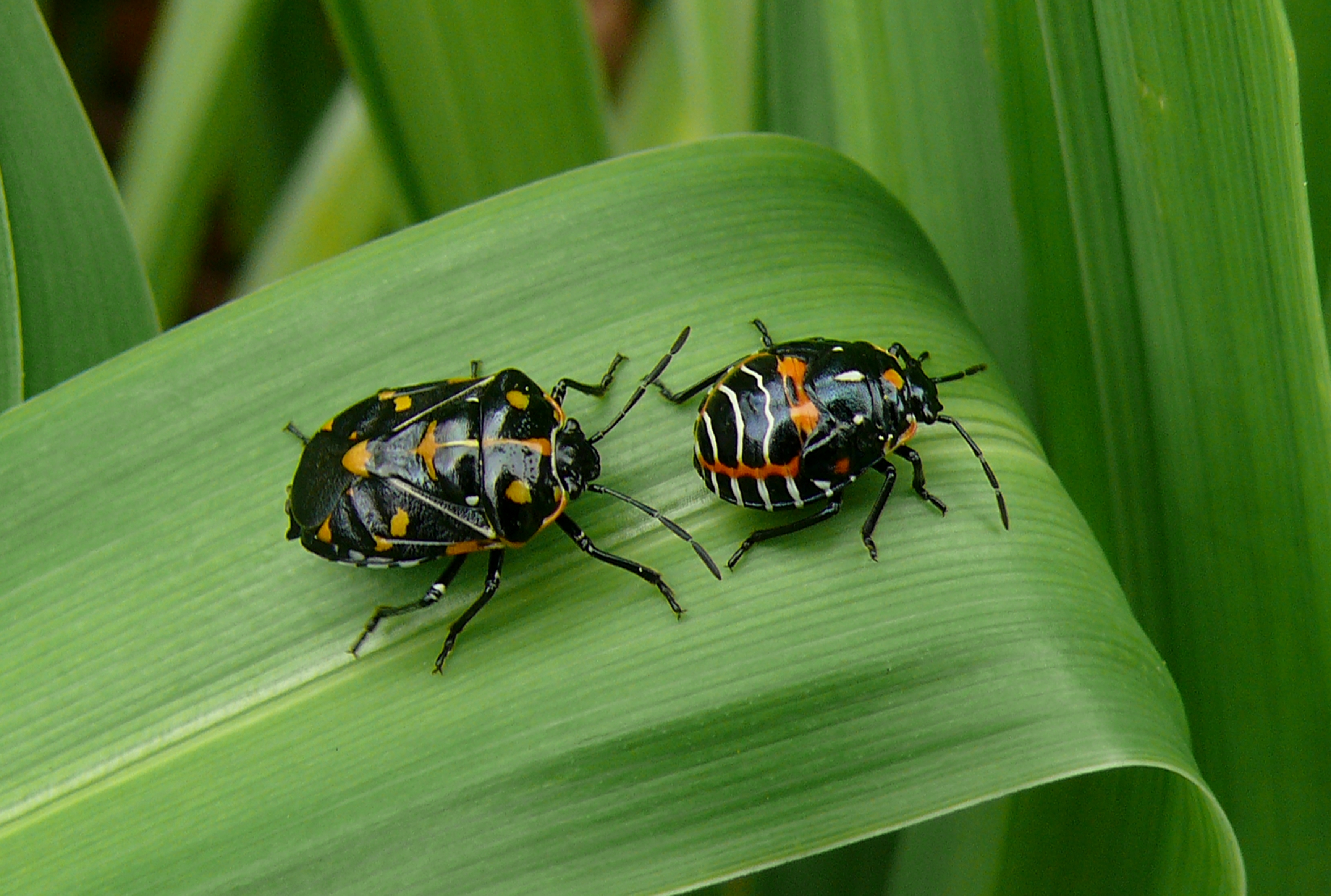
Murgantia histrionica – Imago und Nymphe

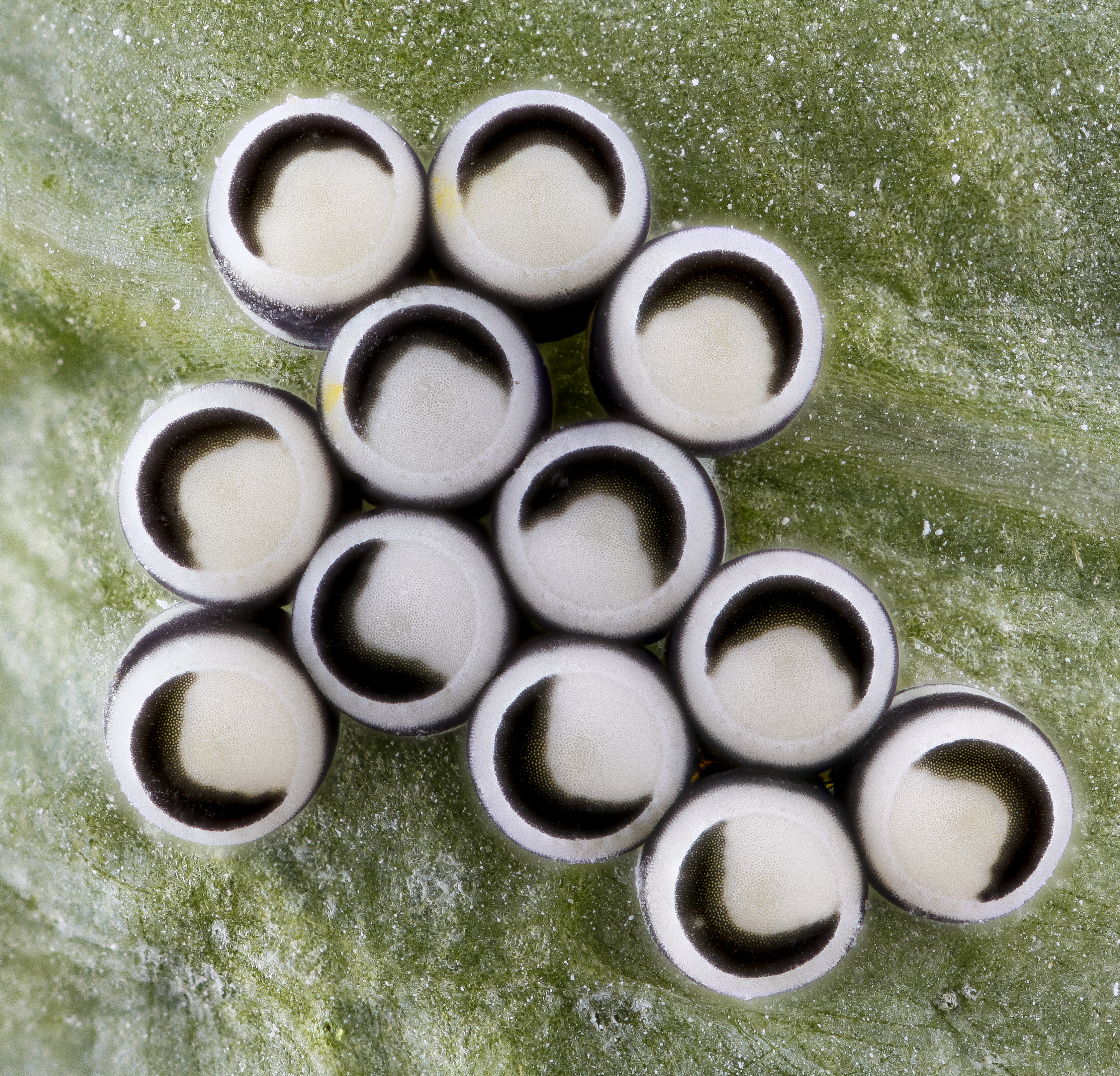
Eier von Murgantia histrionica

Murgantia histrionica ist eine Wanzenart aus der Familie der Baumwanzen (Pentatomidae). Ihre englische Bezeichnung lautet Harlequin Bug (wörtlich „Harlekin-Wanze“). Alternative Namen sind Harlequin Cabbage Bug und Harlequin Stink Bug.

## Merkmale
Die Wanzen werden 7,5–11,5 mm lang.
Sie sind von konvexer Gestalt mit abgerundeten Ecken.
Sie sind orange-schwarz gemustert, wobei der Anteil der Schwarzfärbung stark variieren kann. Die Art kann durch ihre Musterung leicht von anderen Arten unterschieden werden.
Der Rüssel (Rostrum) ist wie bei vielen phytophagen Wanzen etwa gleich dick wie die Fühler.

## Vorkommen
Das ursprüngliche Verbreitungsgebiet von Murgantia histrionica liegt in Mittelamerika und Mexiko. In den Vereinigten Staaten wurde sie erstmals 1864 in Texas nachgewiesen. Sie kommt mittlerweile in weiten Teilen der USA (von der Ost- bis zur Westküste) sowie im Süden von Kanada vor, wobei ihr Bestand nördlich der Linie Pennsylvania–Colorado aufgrund der Witterungsbedingungen im Winter stark abnimmt und Schwankungen unterworfen ist.
Es gibt Hinweise darauf, dass die Art nun auch Hawaii erreicht hat.

## Lebensweise
Murgantia histrionica sind Pflanzensauger, d. h., sie haben einen Stechrüssel, mit dessen Hilfe sie die Außenhaut einer Pflanze durchdringen können, um an die Pflanzensäfte zu kommen. Dabei bevorzugen sie Vertreter aus der Familie der Kreuzblütler (Brassicaceae). Zu ihren Hauptfutterpflanzen gehören damit auch Kulturpflanzen wie Meerrettich, Weißkohl, Blumenkohl, Rosenkohl, Speiserübe, Kohlrabi und Radieschen. Die Wanzen gehen aber auch auf Garten- und Nutzpflanzen, die keine Kreuzblütler sind, wie Tomate, Kartoffel und Spargel. Der in der Regel massenhafte Befall einer Pflanze verursacht ein Welken der Blätter und im äußersten Fall den Pflanzentod. Die Wanzen gelten aus diesen Gründen als Agrarschädlinge, zu deren Bekämpfung auch Pestizide eingesetzt werden.
Die Weibchen legen üblicherweise 5–12 Eier an der Blattunterseite der Wirtspflanze ab. Nach dem Schlüpfen durchlaufen die Wanzen 5–6 Nymphenstadien. Die Entwicklungsdauer vom Ei zur Imago beträgt 42–47 Tage. Im Süden der USA treten meist 3 Generationen im Jahr auf, während es im klimatisch kälteren Norden lediglich eine gibt. Die Wanzen überwintern gewöhnlich als Imago.
Bei Bedrohung können die Wanzen wie andere Vertreter der Unterfamilie Pentatominae ein Abwehrsekret ausscheiden.